# カイル・ジャクソン
カイル・ジャクソン（Kyle Jackson, 1983年4月9日 - ）は、のアメリカ合衆国・ニューハンプシャー州ヒルズボロ郡ナシュア出身の元プロ野球選手（投手）。右投右打。

## 経歴
2001年のMLBドラフト32巡目（全体963位）でボストン・レッドソックスから指名され、プロ入り。
2006年終了時点でメジャー登板の経験は全くないが、2006年はAA級ポートランド・シードッグスで36.2イニングで36奪三振、防御率2.45と安定した数字を残した。メジャー初登板が期待された2007年は、40人枠には名前を連ねたが、25人枠からは漏れた。
レッドソックスには2008年まで在籍し、その後は独立リーグでプレーした。